# Hulchul (film 1995)
Hulchul – bollywoodzki film akcji z 1995 roku z Ajay Devganem, Kajol i Vinodem Khanną w rolach głównych. Reżyseria – Anees Bazmee, debiut scenarzysty, potem autora Deewangee, Miłość musiała nadejść, No Entry. Film pokazuje miłość rodzącą się między dziewczyną a mężczyzną, ale jeszcze więcej uwagi poświęca relacjom matki z synami i dramatycznym stosunkom między braćmi. W sytuacji próby bohaterowie uzyskują możliwość pojednania się, przekonania się jak bardzo mogą na siebie liczyć, jak bardzo wierzą sobie. Tłem filmu są też nadużycia powiązanych z gangsterami polityków, przekupny wyrok sądu i dochodzenie sprawiedliwości na własną rękę.

## Fabuła
Mumbaj. Kobieta upokorzona przymuszeniem przez męża do prostytucji zabija go na oczach ludzi. Przed sądem, który skazuje ją na kilkanaście lat więzienia, dochodzi do dramatycznej sceny oddzielenia jej od 7-letniego synka. Na siłę odrywana od niego umiera nagle na serce, a mały Deva staje się bezdomnym podkradającym chleb włóczęgą. Los chłopca wzrusza żonę policjanta, który aresztował matkę Devy. Oburzona prawem, które „karząc matkę, ukarało też dziecko”, Pushwa adoptuje bezdomnego sierotę. W domu policjanta (Vinod Khanna) Deva spotyka się z wrogością zazdrosnego o rodziców Karana. Mijające lata utrwalają tę wrogość. Karan upokarza Devę (Ajay Devgan) na każdym kroku, nie uznaje w nim brata, rani go szydząc z jego biologicznych rodziców. Deva, ukochany przez matkę pozostaje też w konflikcie z ojcem, którego razi jego nieufność wobec prawa, załatwianie konfliktów na własną rękę, częste bójki w obronie pokrzywdzonych. Oparciem dla Devy okazuje się zakochana w nim uliczna oszustka Sharmili (Kajol). Próbą dla całej rodziny staje się chwila, w której Karana oskarżono o morderstwo. Przekonany o jego winie ojciec sam zakłada kajdanki na ręce syna. Wspierany przez matkę Deva walczy o udowodnienie niewinności brata.

## Obsada
- Vinod Khanna – oficer policji Siddhant
- Ajay Devgan – Deva, adoptowany syn Siddhanta
- Kajol – Sharmili
- Ronit Roy .. Karan, starszy syn Siddhanta
- Navni Parihar – Pushpa, żona Siddhanta
- Kader Khan – Chachaji, wuj Sharmili
- Amrish Puri – Shobraj
- Ranjeet – przyjaciel Shobraja
- Mohan Joshi – przyjaciel Shobraja
- Deven Verma – Vinod bhai
- Suresh Chatwal – ojciec Devy
- Sujata Mehta – matka Devy

## Muzyka i piosenki
Muzykę do filmu skomponował Anu Malik, twórca muzyki do takich filmów jak: Akele Hum Akele Tum, Chaahat, Miłość, Border, China Gate, Refugee, Fiza, Aśoka Wielki, Aks, LOC Kargil, Tamanna, Kalyug, Ishq Vishk, Murder, Fida, No Entry, Humko Deewana Kar Gaye, Zakochać się jeszcze raz, Umrao Jaan, Mission Istanbul czy Paap. Nagroda Filmfare za Najlepszą Muzykę za Baazigar i Jestem przy tobie.
- Main Laila Ki – Sadhana Sargam, Vinod Rathod
- Pehli Dafaa Is Dil Mein: Alka Yagnik, Kumar Sanu
- Saawan Ka Mahina: Alisha Chinai, Vinod Rathod
- Tu Mere Man Ki: Alka Yagnik, Vinod Rathod

## Ciekawostki o twórcach
- W głównej roli kobiecej miała wystąpić Divya Bharti, ale przed ukończeniem filmu zginęła spadając z balkonu swego apartamentu. Zastąpiła ją Kajol, poznając na planie swego przyszłego męża. Z Ajay Devganem pobrali się 4 lata potem.
- Kajol i Ajay Devgan grali ponadto w parze w Gundaraj, Miłość, Miłość musiała nadejść, Dil Kya Kare, Raju Chacha i U Me aur Hum.